# Liste der Monuments historiques in Saint-Nizier-le-Bouchoux
Die Liste der Monuments historiques in Saint-Nizier-le-Bouchoux führt die Monuments historiques in der französischen Gemeinde Saint-Nizier-le-Bouchoux auf.

## Liste der Bauwerke
| Bezeichnung       | Beschreibung | Standort | Kennzeichnung | Schutzstatus | Datum | Bild           |
| ----------------- | ------------ | -------- | ------------- | ------------ | ----- | -------------- |
| Bauernhof Bourbon |              | (Lage)   | PA00116560    | Classé       | 1944  | weitere Bilder |

## Liste der Objekte
- Monuments historiques (Objekte) in Saint-Nizier-le-Bouchoux in der Base Palissy des französischen Kultusministeriums